# Chelonoidis chathamensis
Chelonoidis chathamensis — вид черепах з родини суходільних черепах (Testudinidae).

## Назва
Видова назва chathamensis походить з англійської назви острова Сан-Кристобаль — Чатем, яка зараз не використовується.

## Поширення
Ендемік Галапагоських островів. Поширений лише на острові Сан-Кристобаль. Площа острова становить 560 км², з яких близько 250 км² (45%) потенційно можуть населяти ці черепахи.

### Чисельність
До появи людей на острові, чисельність виду становила приблизно 24 тис. Після відкриття Галапагоських островів на черепах цього виду та споріднених видів з інших островів архіпелагу інтенсивно полювали. Крім того, на зниження чисельності виду суттєво вплинули витоптування гнізд здичавілими віслюками та полювання на дитинчат здичавілих собак. До 1970-х років популяція виду скоротилася до 500-700 черепах. В цей час проведено заходи з охорони виду: огородили місця гніздування черепах, виловили здичавілих собак. Популяція почала відновлюватися, і згідно з даними перепису у листопаді 2016 чисельність виду становила 6700 черепах.

## Опис
Він має широкий чорний панцир, за формою проміжний між сідлоподібним і куполоподібним: дорослі самці скоріше сідлоподібні, але самиці та молоді самці ширші посередині та більш куполоподібні. Вимерла форма з плоскішим панциром була поширена у вологих і високих регіонах острова, які були найбільше змінені людиною під час колонізації острова. Типовий зразок походив із цієї вимерлої популяції, тому можливо, що назва підвиду, який зараз позначається як C. n. chathamensis застосовано неправильно (якщо на острові раніше було два підвиди).

## Спосіб життя
Харчується дикорослими плодами, травами, кактусами.